# 万安镇 (将乐县)
万安镇是中国福建省三明市将乐县下辖的一个镇。截至 2018 年，其下辖 1 个居民社区、8 个村和 1 个畜牧场区。

## 行政区划
万安镇共辖8个行政村，分别是：
福匡村、寺许村、正溪村、万安村、高坊村、坊头村、良坊村、吴厝地村、孙坊良种场。